# Christian Friedrich Schönbein

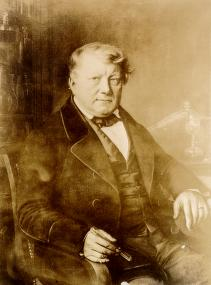
Christian Friedrich Schönbein

Christian Friedrich Schönbein (Metzingen, 18 oktober 1799 – Baden-Baden, 29 augustus 1868) was een Duits-Zwitserse scheikundige die vooral bekend is voor het uitvinden van de brandstofcel in 1838 en zijn ontdekking van schietkatoen en ozon.

## Biografie
Schönbein werd geboren in Metzingen in Zwaben. Rond de leeftijd van 13 jaar werd hij in de leer gedaan bij een chemische/farmaceutische firma in Böblingen. Door zijn eigen inspanningen verwierf hij voldoende wetenschappelijke kennis en vaardigheden die hij gebruikte om een test af te leggen bij de hoogleraar chemie aan Tübingen. Schönbein slaagde voor het examen en in een reeks van stappen en universitaire studies verwierf hij uiteindelijk een positie aan de Universiteit van Bazel in 1828, en werd hoogleraar in 1835. Hij verbleef daar tot zijn dood in 1868 en werd begraven in Bazel.

## Ozon
Tijdens het doen van experimenten met de elektrolyse van water aan de Universiteit van Bazel ontdekte Schönbein een onderscheidende geur in zijn laboratorium. Deze geur gaf Schönbein de aanwijzing voor de aanwezigheid van een nieuw iets tijdens zijn experimenten. Vanwege de uitgesproken geur bedacht Schönbein de term ozon voor het nieuwe gas, van  het Griekse woord ozein wat te ruiken betekent. Schönbein beschreef zijn ontdekkingen in zijn publicaties in 1840. Hij vond later uit dat de geur van ozon vergelijkbaar was met de geur bij de productie van witte fosfor door langzame oxidatie.